# Campiglione-Fenile
Campiglione-Fenile (en occitano: Campilhon e Fenil) es una localidad y comune italiana de la provincia de Turín, región de Piamonte, con 1.284 habitantes.

## Evolución demográfica
| Gráfica de evolución demográfica de Campiglione-Fenile entre 1861 y 2001 |
|                                                                          |
| Fuente ISTAT - elaboración gráfica de Wikipedia                          |